# Gråfotad flugsvamp
Gråfotad flugsvamp (Amanita spissa alternativt Amanita excelsa var. spissa, i äldre litteratur Amanita excelsa) är en art i familjen Amanitaceae och släktet flugsvampar. Svampen växer på marken i löv- och barrskog och parker i Europa och Nordamerika. Svampen är ätlig, men då den kan förväxlas med andra Amanita-arter avråds ovana plockare från den. Arten har en nära släkting, A. excelsa var. excelsa, med tunnare fot och utan särpräglad doft.

## Utseende och ekologi
Fruktkropparna hos gråfotad flugsvamp kommer från försommar till höst. Svampen blir oftast 6–15 cm hög med en fotdiameter på 2–3 cm och en hattdiameter på 7–15 cm.
Foten är vit till ljusgrå och rovlikt uppsvälld nertill. Ringen är hängande, fårad och vit till grå i färgen. Hatten är oftast mörkt gråbrun och har grova gråvita hyllerester. Hattformen är välvd till utbredd och hattkanten saknar räfflor. Skivorna sitter tätt och är breda och vita. Sporerna är brett ovala, mäter cirka 9–10 gånger 8–9 mikrometer, är vita och amyloida (färgas blå av jodlösning). Köttet färgas lila om det utsätts för svavelsyra.
Svampen har en doft som påminner om rättika eller rädisa (Raphanus sp.). Detta gör även den giftiga förväxlingsarten mörkringad flugsvamp (A. porphyria), som dock har en något mörkare ring och starkare doft. Ofta blir den mörkringade flugsvampen lite mindre till växten och har en grålila till porfyrbrun färg på hattskinnet med grålila hyllerester. Den än giftigare förväxlingsarten panterflugsvamp (A. pantherina) har ekerliknande fåror i hattkanten och en smalare fotbas. Till skillnad mot rodnande flugsvamp (A. rubescens) rodnar inte köttet om svampen snittas.

### Webbkällor
- ”Rogers mushrooms - Amanita spissa mushroom” (på engelska). Arkiverad från originalet den 17 maj 2008. https://web.archive.org/web/20080517125335/http://www.rogersmushrooms.com/gallery/DisplayBlock~bid~5532~gid~.asp. Läst 14 februari 2010.

### Noter

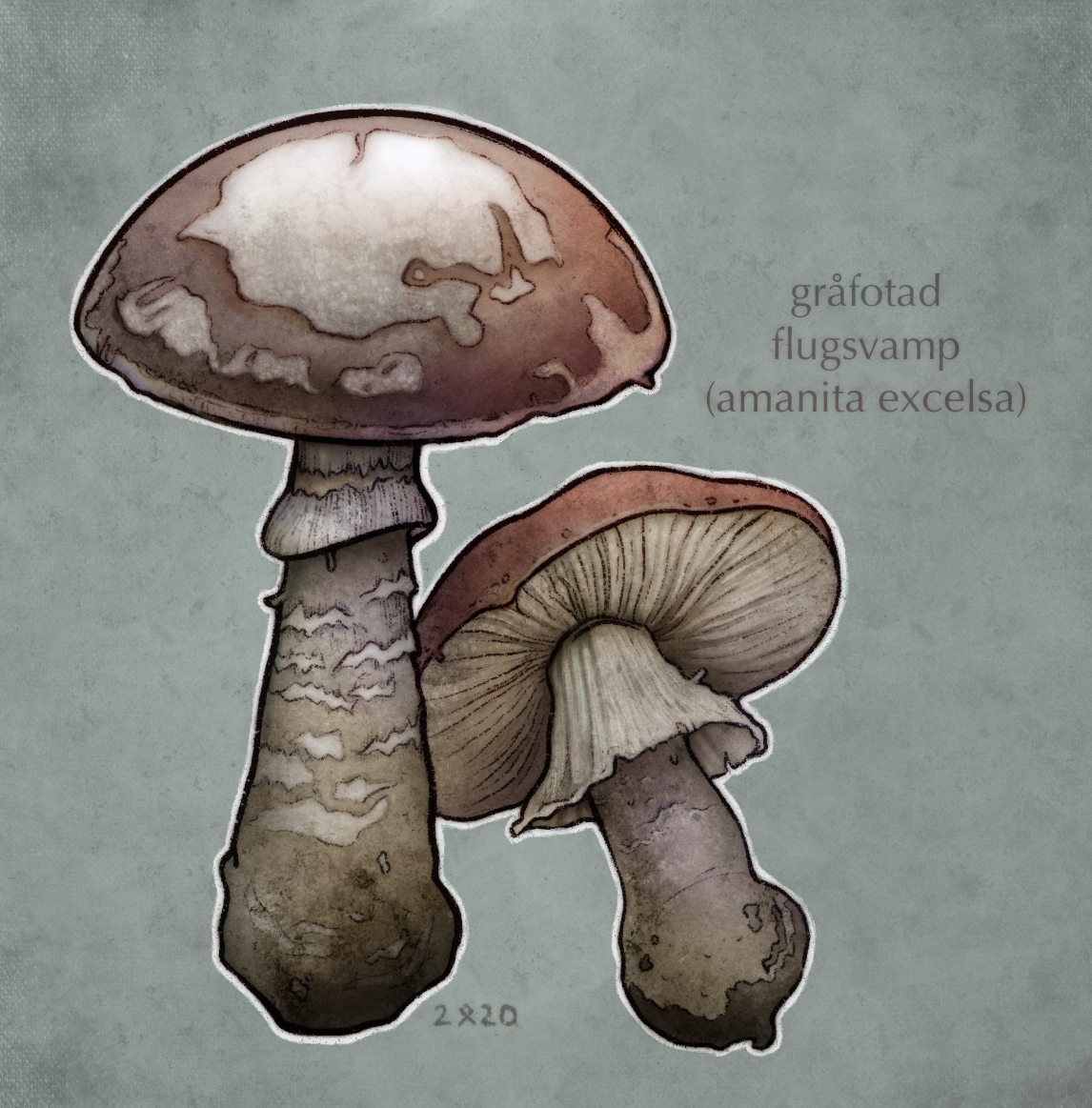